# Городнов, Андрей Геннадьевич
Городнов Андрей Геннадьевич — российский предприниматель и экономист, заведующий кафедрой «Общего и стратегического менеджмента», декан Бизнес школы НИУ ВШЭ — Нижний Новгород.

## Образование
В 1994 году окончил ННГУ им. Н. И. Лобачевского физический факультет (специальность: теоретическая физика).
В 2000 году окончил ННГУ им. Н. И. Лобачевского экономический факультет (специальность: экономика и управление на предприятии) диплом с отличием.
Доктор экономических наук (2006г) — диссертация на тему: «Развитие розничных торговых сетей на основе реинжиниринга бизнес — процессов».
С 2009 года профессор Высшей школы экономики, кафедра «Общий и стратегический менеджмент».
Стажировался на предприятиях и обучался по различным программам в США, Франции, Японии, Швеции.

## Трудовая деятельность
Трудовой путь начал в компании «АЛТЭКС» в должности начальника службы безопасности, затем менеджером по развитию, директором по развитию, с 1996 года генеральный директор ЗАО «Документ Центр АЛТЭКС», с 2001 года по 2007 год был Генеральным директором ЗАО «АЛТЭКС — группа компаний», входил в Советы Директоров ряда промышленных и коммерческих предприятий. В настоящий момент работает заведующим кафедрой Общего и стратегического менеджмента НИУ ВШЭ — Нижний Новгород, декан Бизнес-школы НИУ ВШЭ — Нижний Новгород.
Является Президентом общественной организации «Федерация САМБО Нижегородской области».

## Награды и достижения
Победитель первенства СССР по борьбе самбо (1987 город Кстово, 1989 город Владивосток), в 1989 году был чемпионом мира по самбо среди юниоров (США), мастер спорта СССР международного класса.
В 2001, 2003 и 2009 годах признавался «Менеджером года» Вольным экономическим Обществом России, в 2005 году по версии консалтинговой компании «Эрнст энд Янг» признавался «Лучшим менеджером России». В 2004 году был награждён национальным общественным Знаком «Почетный экономист России», «Активный участник экономических реформ».
Автор и соавтор более 60 публикаций по проблемам управления, в том числе таких книг как «Диалектика бизнеса»(2001, 2002, 2011) издательство «Питер», «Бизнес как система» и «Бизнес как система 2» (2011,2012) издательство «Питер», «Организационно-экономические основы реинжиниринга бизнес-процессов на предприятиях», учебник «Инновационный менеджмент», «Инновационное развитие торговых сетей в условиях реинжиниринга бизнес-процессов».